# Ricardo Nezinho
Ricardo Pereira Melo, mais conhecido como Ricardo Nezinho (Arapiraca, 15 de fevereiro de 1967) é um político brasileiro.
É deputado estadual de Alagoas, eleito pelo Partido do Movimento Democrático Brasileiro (PMDB) em 2006 e reconduzido ao cargo nas eleições de 2010 e 2014. Desde fevereiro de 2017, ocupa as funções de líder da bancada de seu partido na Assembleia Legislativa do Estado de Alagoas e a presidência da Comissão de Orçamento, Finanças, Planejamento e Economia da Casa.

## Biografia
Ricardo Nezinho é médico veterinário formado pela Universidade Federal Rural de Pernambuco. Iniciou a vida pública em 1992, ao assumir em seu município natal o cargo de vereador (pelo PMDB), para o qual foi reeleito em 1996, 1999 e 2003. Em 1999 foi o mais votado do pleito e, na eleição seguinte, o segundo vereador com maior número de votos.
Na Câmara Municipal de Arapiraca ocupou os principais cargos da mesa diretora e, em 2003, assumiu a presidência da equipe dirigente. Nessa função, que exerceu até 2006, realizou uma das ações mais importantes de sua gestão: fechou uma parceria com o Programa Interlegis, do Senado Federal, que culminou com a implantação do Sistema de Apoio ao Processo Legislativo (SAPL) em Arapiraca. O município foi pioneiro na utilização desse sistema na região nordeste. O SAPL é uma ferramenta de informatização que agiliza o processo legislativo e permite que os cidadãos acompanhem a atuação das atividades dos parlamentares e consultem com facilidade a legislação municipal e estadual.
Graças ao êxito na condução dos trabalhos legislativos e na modernização da Câmara de Arapiraca, Nezinho foi convidado pela direção do Programa Interlegis a falar de sua experiência nos seguintes seminários:
- Seminário Nacional do Programa Interlegis (Brasília, DF);
- Seminário da Região Nordeste (Maceió, AL);
- Seminário da Região Norte (Palmas, TO);
- Seminário da região Centro-Oeste (Goiânia, GO).

As atividades lideradas por Nezinho despertaram interesse também na Região Sul do Brasil. Em 2005, a Assembléia Legislativa do Estado do Rio Grande do Sul, por intermédio da Escola do Legislativo, convidou-o a expor seus métodos de trabalho no seminário O Poder Legislativo na Construção Política do Brasil, realizado em Porto Alegre. O então presidente da mesa diretora da Câmara de Arapiraca também recebeu convite das assembleias legislativas dos estados de Sergipe e Pernambuco para apresentar suas ideias inovadoras aos seus parceiros. Nesses estados, proferiu palestras nas cidades de Aracaju e Garanhuns, detalhando o trabalho desenvolvido em sua gestão. Em todos esses eventos suas iniciativas foram aclamadas como exemplos de transparência e de modernidade legislativa e administrativa para todo o país, contribuindo para elevar a Câmara Municipal de Arapiraca ao primeiro escalão da comunidade legislativa nacional.
No início de 2005, Ricardo Nezinho foi reeleito, por unanimidade, presidente da Câmara de Vereadores arapiraquense. Nessa gestão, liderou um processo de renovação administrativa e funcional sem precedentes na história do poder legislativo municipal. Deixou sua marca ao propiciar um intenso processo de aproximação da Câmara com a sociedade, sobretudo por meio da criação de mecanismos que possibilitaram o acompanhamento e a participação popular nas ações desenvolvidas pela Casa. Uma de suas iniciativas de maior destaque foi a criação do site oficial da instituição, que foi exaltado por organizações nacionais e internacionais como valioso instrumento de resgate e preservação da história de Arapiraca e da Câmara Municipal.
Em 2006, Nezinho foi eleito deputado estadual de Alagoas pelo PMDB, sendo reconduzido ao cargo nas eleições de 2010 e 2014. Desde fevereiro de 2017 ocupa as funções de líder da bancada do PMDB na Assembleia Legislativa do Estado de Alagoas e a presidência da Comissão de Orçamento, Finanças, Planejamento e Economia da Casa.
Já em sua primeira candidatura a deputado estadual, Nezinho foi o candidato com maior número de votos em sua terra natal. Em 2014, foi o terceiro candidato mais votado do  pleito (com 44.058 votos).
É de Ricardo Nezinho a autoria da lei complementar 27/2009, que criou a Região Metropolitana do Agreste, atualmente formada por Arapiraca e mais 19 municípios: Belém, Campo Grande, Coité do Nóia, Craíbas, Estrela de Alagoas, Feira Grande, Girau do Ponciano, Igaci, Junqueiro, Lagoa da Canoa, Limoeiro de Anadia, Olho d'Água Grande, Palmeira dos Índios, São Sebastião, Taquarana, Traipu, Tanque d'Arca, São Brás e Jaramataia.

## Projetos aprovados e sancionados[2]
- Lei Complementar 27 de 1 de dezembro de 2009[3] – Dispõe sobre a criação da Região Metropolitana do Agreste.
- Emenda Constitucional 37/2010[4] – Altera a redação do art. 152 da Constituição do Estado de Alagoas. Os Procuradores Autárquicos e aos Advogados de Fundação de Estado de Alagoas, para efeito de incidência de teto remuneratório, são considerados Procuradores nos termos do art. 37. XI da Constituição Federal.
- Lei Nº 7.524[5] – Dispõe sobre cadastro especifico de compra, venda ou troca de cabo de cobre, alumínio, baterias e transformadores para reciclagem.
- Lei Nº 7.085[6] de 31 de julho de 2009 – Obriga as escolas da rede pública estadual a comunicar às varas da infância e juventude, conselhos tutelares e pais a ocorrência do excesso de falta dos alunos.
- Lei Nº 7.197 de 28 de julho de 2010 – Dispõe sobre a remoção e o depósito em local adequado dos veículos envolvidos em acidentes em que haja obrigatoriedade de deslocamento e guarda dos mesmos.
- Lei Nº 6.914[7] de 14 de janeiro de 2008 – Obriga, no âmbito do estado de alagoas, a todo e qualquer  estabelecimento de acesso ao público que tenha portas com detector de metais, dispositivos antifurtos e quaisquer outros equipamentos, a exibir aviso sobre os riscos do equipamento para os portadores de marcapasso.
- Lei Nº 7.524[8] de 17 de julho de 2013 – Dispõe sobre o cadastro de compra e venda ou troca de cabo de cobre, alumínio, baterias e transformadores para reciclagem no Estado.
- Lei Nº 6.911[9] de 3 de janeiro de 2008 – Dispõe sobre a utilização de passagens e prêmios de milhagens aéreas advindas de recursos públicos do Estado de Alagoas.
- Lei Nº 7.212[10] – Considera de Utilidade Pública a Associação de Apoio aos Portadores de Câncer de Arapiraca – AAPC.
- Lei N° 7.214[11] – Considera de Utilidade Pública Estadual a Associação Pestalozzi de Arapiraca.
- Lei Nº 7.290[12] – Considera de Utilidade Pública a Associação de Pessoas com Hemoglobinopatias de Alagoas – APHAL
- Lei Nº 7.682[13] – Considera de Utilidade Pública Estadual a Associação Beneficente Primavera (FASP).
- Lei Nº 7.462[14] – Considera de Utilidade Pública Estadual a Comunidade Gênsesis (COMUGE)
- Lei Nº 7.261[15] – Considera de Utilidade Pública Estadual o Instituto Garça de Desenvolvimento Sustentável – IGDS
- Lei N° 7371[16] – Considera de Utilidade Pública Estadual o Sindicato do Comércio Varejista de Arapiraca – SINDILOJAS.
- Lei N° 7.239[17] – Considera de Utilidade Pública Estadual o Centro de Apoio a Criança Carente Rosa de Saron.
- Lei Nº 7.009[18] de 17 de dezembro de 2008 – Considera de Utilidade Pública Estadual a Associação dos Criadores de Cavalos de Sela de Arapiraca – ACESA.
- Lei Nº 7.217[19] – Considera de Utilidade Pública Estadual a Liga Arapiraquense de Desportos Amadores – LADA.
- Lei Nº 7.008[20] de 17 de dezembro de 2008 – Considera de Utilidade Pública Estadual o Complexo Multidisciplinar de Equoterapia Tarcizo Freire.
- Lei Nº 7.007[21] de 17 de dezembro de 2008 – Considera de Utilidade Pública Estadua a Associação de Artesãos do Agreste Alagoano.Projeto de Resolução que dá o nome de José de Medeiros Tavares à Sala das Comissões da Assembleia Legislativa de Alagoas.
- Lei Nº 7.377[22] – Concede o Título de Cidadão Honorário do Estado de Alagoas, ao senhor Wilton Malta de Almeida
- Lei Nº 7.513[23] – Institui o Dia do Procurador Autárquico e Fundacional no Estado de Alagoas.

### Indicações
- Indicação ao DER[24] – Solicita ao Departamento de Estradas e Rodagens a colocação de sinalização horizontal e vertical na rodovia AL-215.
- Indicação ao DER[25] – Solicita ao Departamento de Estradas e Rodagem a duplicação da rodovia AL-220, no trecho entre a 3ª Companhia do Batalhão de Polícia Rodoviária (BPRV) e a fábrica do Grupo Coringa na cidade de Arapiraca.
- Indicação à TIM[26] – Solicita ao gerente regional da Tim Nordeste – Telecom Itália Mobile – a melhoria da qualidade do sinal do sistema de telefonia móvel na região do Agreste Alagoano
- Indicação à Secretaria Estadual da Educação e do Esporte[27] – Solicita a construção de Ginásio Poliesportivo na cidade de Boca da Mata.

Em 17 de novembro de 2015 Assembleia Legislativa de Alagoas aprovou o projeto de lei, de sua autoria , que institui, no âmbito do sistema estadual de ensino, o Programa "Escola Livre”. Pela proposta, fica vedada a prática de doutrinação política e ideológica em sala de aula, bem como a veiculação, em disciplina obrigatória, de conteúdos que possam induzir aos alunos a um único pensamento religioso, político ou ideológico. Na ocasião o Deputado afirmou o seguinte “Urge, portanto, informar aos estudantes o direito que eles têm de não ser doutrinados por seus professores, a fim de que eles mesmos possam exercer a defesa desse direito, já que dentro das salas de aula, ninguém mais poderá fazer isso por eles”.
Seu projeto causou polêmica entre o seguimento de professores e movimentos sociais ligados a educação e apoiadores que iniciaram debates calorosos. "Totalmente contra o projeto, o Sindicato dos Trabalhadores da Educação de Alagoas (Sinteal), classificou a medida como “mordaça” para a categoria e criticou duramente o deputado Ricardo Nezinho".
Em Janeiro de 2016 o Governador do Estado de Alagoas, Renan Filho, vetou o projeto, usando como principal argumento que “a partir do momento que se proíbe o professor de tecer qualquer consideração de natureza filosófica, política e ideológica, sem qualquer parâmetro adequado, acaba-se por tolher o amplo espectro de atuação do profissional da educação, ao tempo em que, muitas vezes, impede que o aluno tenha contato com universos outros necessários à formação de sua adequada convicção e compreensão de mundo”. Em Abril de 2016 o veto do governador foi derrubado por unanimidade pelo legislativo estadual, mas em outubro de 2016 o "procurador-geral da República, Rodrigo Janot, emitiu um parecer na Ação Direta de Inconstitucionalidade (ADI) 5580, que julgava a constitucionalidade da lei “Escola Livre”, aprovada pela Assembleia Legislativa de Alagoas (ALE), e já em vigor nas salas de aula do estado, a qual foi considera  inconstitucional.
A camada "Lei da Mordaça" gerou inúmeras manifestações entre membros da sociedade civil alagoana. Em uma das entrevistas, o Deputado não conseguiu explicar ao repórter sobre a lei de sua própria autoria, o que provocou uma enxurrada de memes pelas redes sociais. E nas eleições municipais de 2016 houve quem afirmasse que sua derrota resultou do descontentamento, por parte da população, em relação ao seu projeto .
Em maio de 2018 o Ministro do STF, Luís Roberto Barroso concedeu liminar suspendendo a lei que nem foi posta em prática por ser considerada inconstitucional.

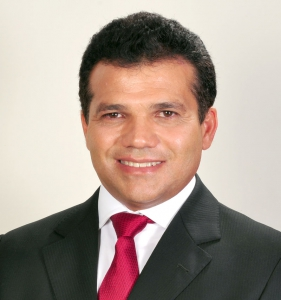

### Moções
- Moção Dia do Veterinário[35] – Manifesta congratulações com o Conselho Regional de Medicina Veterinária pela passagem do Dia do Veterinário.

## Histórico dos resultados eleitorais[36]
1. Eleições de 1992 (vereador): 1.043 votos
2. Eleições de 1996 (vereador): 1.621 votos
3. Eleições de 2000 (vereador): 2.869 votos
4. Eleições 2004 (vereador): 4.167 votos
5. Eleições 2006 (deputado estadual): 31.872 votos
6. Eleições 2010 (deputado estadual): 35.107 votos
7. Eleições 2014 (deputado estadual): 44.058 votos
8. Eleições 2016 (prefeito de Arapiraca): 40.130 votos[37]